# Hybomitra polaris
Hybomitra polaris är en tvåvingeart som först beskrevs av Frey 1915.  Hybomitra polaris ingår i släktet Hybomitra och familjen bromsar.
Artens utbredningsområde är Alaska. Inga underarter finns listade i Catalogue of Life.